# نالی چاک
نالی چاک (به لاتین: Nali Chak) یک روستا در بنگلادش است که در استان باریسال و در ناحیه پیروج‌پور واقع شده است.